# Café chantant (film)
Pour les cafés chantant, voir café-concert.
Pour plus de détails, voir Fiche technique et Distribution.
Café chantant est une comédie musicale italienne réalisée par Camillo Mastrocinque et sortie en 1954.
Il s'agit d'une anthologie d'une revue théâtrale et radiophonique inspirée de l'émission de radio culte Rosso e nero, conçue et présentée par Corrado Mantoni. Dans le film, on voit le présentateur dans son travail en coulisses et sur scène alors qu'il présente les numéros des différents acteurs, dont Alberto Talegalli dans la scène avec Sor Clemente ; Ugo Tognazzi, Elena Giusti et Raimondo Vianello qui interprètent deux scènes de la revue Ciao fantasma de Giulio Scarnicci et Renzo Tarabusi ; le Quartetto Cetra chantant In un vecchio palco della Scala de Pietro Garinei, Sandro Giovannini et Gorni Kramer ; les Peters Sisters chantant Merci beaucoup de Gorni Kramer extrait d'Attanasio cavallo vanesio. Nino Taranto interprète avec Dolores Palumbo une scène de Sciò Sciò de Nelli et Mangini.

## Synopsis
Sor Clemente, avec son oncle Angelino, va assister à un spectacle de revue composé de différentes scènes et mettant en scène différents protagonistes ; pendant l'entracte, ils se rendent dans les loges des danseurs, où une épouse jalouse, la comtesse Gerza, débarque et frappe les visiteurs avec un parapluie, les envoyant à l'hôpital.

## Fiche technique
- Titre original italien : Café chantant[1]
- Réalisation : Camillo Mastrocinque
- Scenario : Marcello Ciorciolini, Alberto Talegalli, Fiorenzo Fiorentini
- Photographie :	Tino Santoni (it)
- Montage : Mario Serandrei
- Musique : Franco Riva
- Décors : Piero Filippone
- Société de production : Titanus
- Société de distribution : Titanus
- Pays de production : Italie
- Langue originale : Italien
- Format : Couleurs par Ferraniacolor - 1,37:1 - Son mono - 35 mm
- Durée : 90 minutes
- Genre : comédie musicale
- Dates de sortie :
  - Italie : 1954 (visa délivré le 5 juin 1954[1])

## Distribution
- Alberto Talegalli : sor Clemente
- Virgilio Riento : Oncle Angelino
- Fiorenzo Fiorentini : le chorégraphe
- Franco Coop : Anastasio, le majordome
- Anna Carena : Comtesse Gerza
- Corrado Mantoni : lui-même
- Elena Giusti : elle-même
- Ugo Tognazzi : lui-même
- Raimondo Vianello : lui-même
- Cetra Quartet : lui-même
- Nino Taranto : lui-même
- Dolores Palumbo : elle-même
- Peters Sisters : elles-mêmes
- Aldo Fabrizi : lui-même
- Leopoldo Valentini : lui-même
- Luisa Rivelli : le valet de chambre

## Exploitation
Le film enregistre 863 076 entrées, rapportant 134 639 923 lires

### Accueil critique
Piero Virgintino dans la Gazzetta del Mezzogiorno du 18 juin 1954, « Café chantant est un prétexte pour réunir des scènes comiques, des chansons et des danses, choisies parmi celles qui ont eu le plus de succès lors de la dernière saison théâtrale. Mastrocinque s'est attelé à la tâche facile de photographier en couleur ce spectacle, qui est souvent amusant surtout grâce au talent des professionnels ».